# Mittelwihr
Mittelwihr (Duits: Mittelweier) is een gemeente in het Franse departement Haut-Rhin (regio Grand Est). De plaats maakt deel uit van het arrondissement Colmar-Ribeauvillé. Mittelwihr telde op 1 januari 2022 849 inwoners.

## Geografie
De oppervlakte van Mittelwihr bedroeg op 1 januari 2022 2,42 vierkante kilometer; de bevolkingsdichtheid was toen 350,8 inwoners per km².

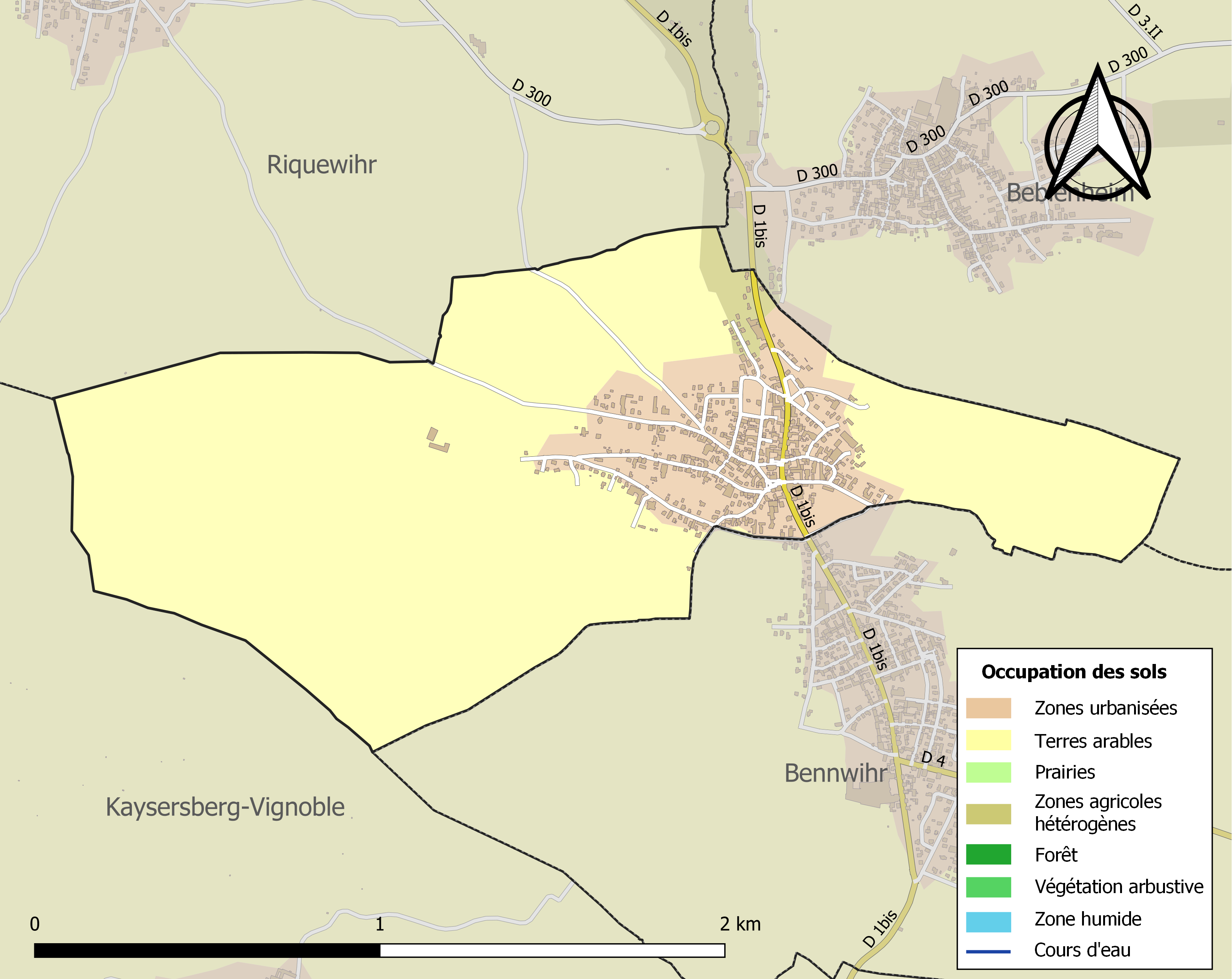
Kaart van de gemeente met de belangrijkste infrastructuur, bodemgebruik en omliggende gemeenten

## Demografie
Onderstaande figuur toont het verloop van het inwonertal (bron: INSEE-tellingen).